# Le masque de fer
Le masque de fer is een Franse film uit 1962 van Henri Decoin. Het is een remake van de Amerikaanse stomme  film The Iron Mask van Allan Dwan (1929). Die film was gebaseerd op het boek Le Vicomte de Bragelonne  van Alexandre Dumas père (vertaald als De Vicomte van Bragelonne: Tien jaar later) en op de legende van de man met het ijzeren masker.
De film is een goed voorbeeld van de mantel- en degenfilm en wordt gedragen door Jean Marais die al eerder meerdere keren uitblonk in het genre. Hier vertolkte hij met de nodige zwier en ironie de rol van D'Artagnan.

## Verhaal
Kardinaal Mazarin geeft D'Artagnan de geheime opdracht om de gevangen gehouden tweelingbroer van Lodewijk XIV van Frankrijk op te gaan halen op het eiland Sint-Marguerite. Die broer draagt een ijzeren masker dat hij nooit mag afnemen want niemand mag zijn ware identiteit kennen. Hij is van plan te ontsnappen uit zijn gevangenis op het eiland. Hij wordt geholpen door een list van Isabella, de dochter van de gouverneur van het eiland die verliefd op hem is. Ze weet zijn masker te verwijderen en ze helpt hem te ontsnappen als hij belooft snel terug te komen om haar mee te nemen. Henri stemt hiermee in. Later ontdekt hij dat hij de tweelingbroer van de Franse koning is. Kort na de ontsnapping komt D'Artagnan op het eiland aan en ontdekt samen met de gouverneur dat de vogel gaan vliegen is. Hij zet daarna de achtervolging in en het spoor leidt terug naar Parijs.

## Rolverdeling
| Acteur               | Personage                              |
| -------------------- | -------------------------------------- |
| Jean Marais          | D'Artagnan                             |
| Sylva Koscina        | Marion                                 |
| Jean-François Poron  | Henri / Lodewijk XIV van Frankrijk     |
| Gisèle Pascal        | madame de Chaulmes                     |
| Philippe Lemaire     | de Vaudreuil                           |
| Noël Roquevert       | monsieur de Saint-Mars                 |
| Jean Rochefort       | Lastréaumont, het valse ijzeren masker |
| Claudine Auger       | Isabelle de Saint-Mars                 |
| Germaine Montero     | Anna van Oostenrijk                    |
| Enrico Maria Salerno | Mazarin                                |
| Jean Davy            | Turenne                                |
| Raymond Gérôme       | Pimentel                               |